# Claude-Henri Watelet

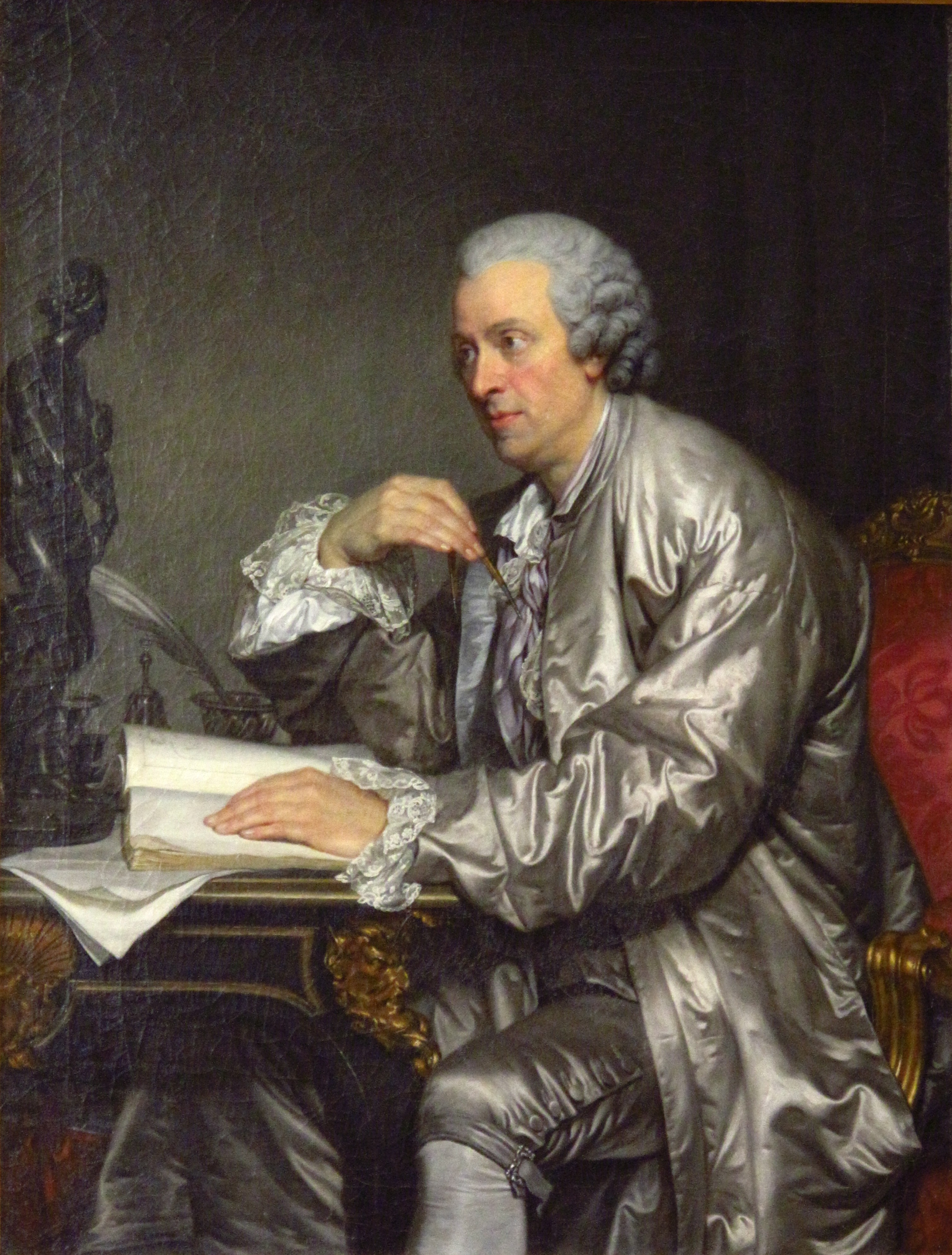
Claude-Henri Watelet von Jean-Baptiste Greuze, ca. 1763–1765

Claude-Henri Watelet (* 28. August 1718 in Paris; † 12. Januar 1786 ebenda) war ein wohlhabender französischer Fermier Général, graphischer Künstler, Kunstsammler, Enzyklopädist, Autor und Gartenbauinteressierter.

## Leben und Wirken
Watelet wurde in Paris in der rue Montorgueil als Sohn des Nicolas Robert Watelet (1682–1740) und dessen Ehefrau Nicole Elisabeth de Beaufor (1697–1725) geboren. Das Paar hatte noch zwei weitere Söhne Gaspard Henri Watelet (1717–1721) und Jean Nicolas Watelet de Valogny (1723–1775).
Ursprüngliche stammte seine Familie aus den Ardennen. Auch sein Vater war schon ein fermier général. Watelet besuchte das Collège d'Harcourt. Im Alter von neunzehn Jahren folgte eine Reise nach Italien. Dort in Rom besuchte er die Académie de France à Rome und fertigte seine ersten Skizzen an und befreundete sich mit Jean-Baptiste Marie Pierre (1714–1789). Zurück in Frankreich wurde ihm die administrative Funktion eines Generalsteuereinnehmer des Bezirks Orléans, receveur général des finances de la généralité d'Orléans übergeben. Diese Position verschaffte ihm ein gutes Einkommen und erlaubte so seiner Leidenschaft für die Künste zu frönen. So lernte er zeichnen, verschiedene Formen des Radierens so vor allem das Ätzradieren, das Malen, das Bossieren, u. a. m. Ab dem Jahre 1747 war als Honoraire-associé libre Mitglied der Académie royale de peinture et de sculpture. Seine Kunstreisen führten ihn nicht nur nach Italien, sondern auch nach Holland.
Er war mit Madame de Pompadour bekannt und besuchte die Salons von Mme de Tencin und Mmm Geoffrin.
Zu seinen Freunden zählte Jean-François Marmontel, Jacques Delille und Salomon Gessner. Er schrieb auch verschiedene Artikel in der Encyclopédie von Denis Diderot und Jean-Baptiste le Rond d’Alembert. Hauptsächlich waren es Artikel über das Zeichnen, der Malerei und der Druckgrafik.

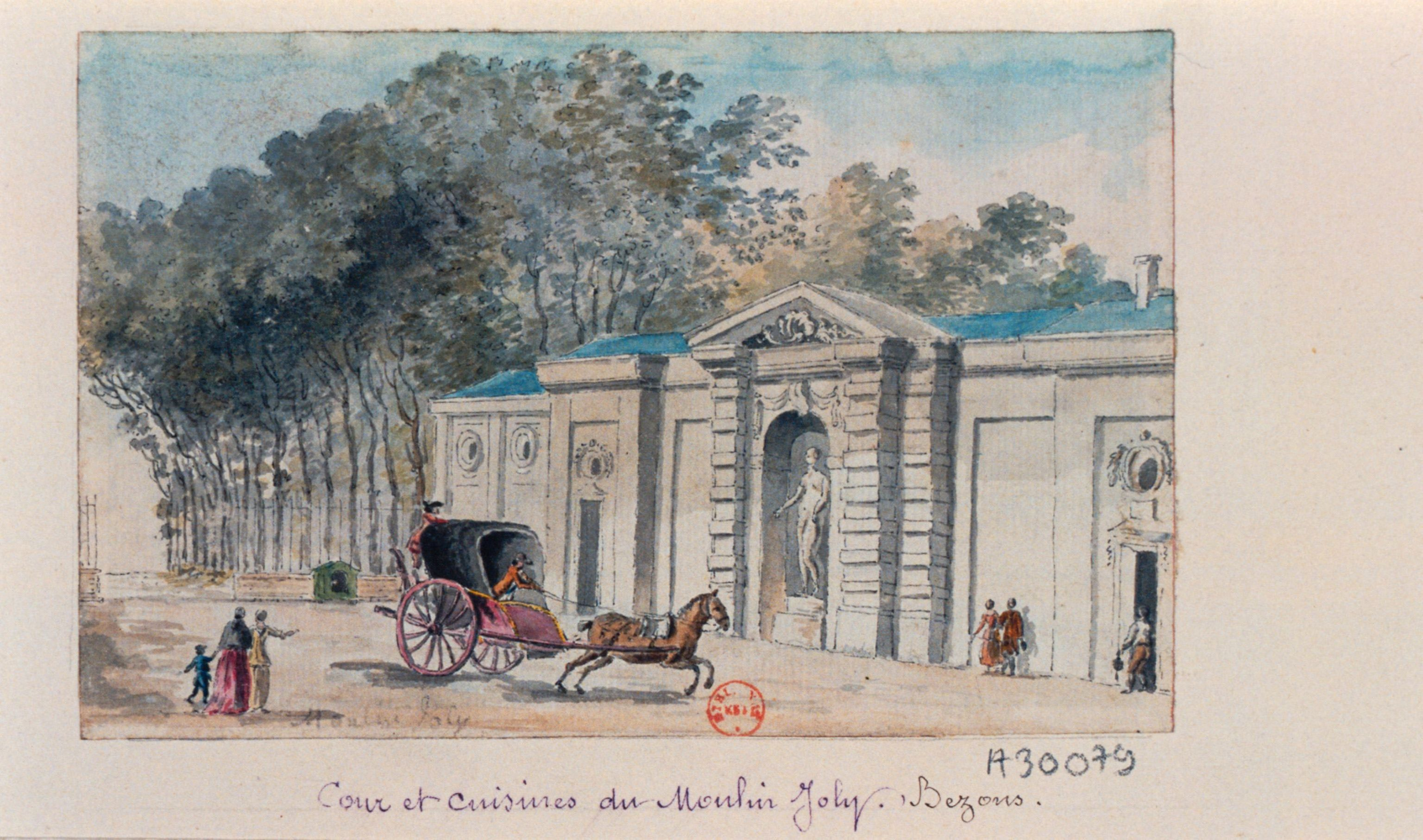
„Cour et cuisines du Moulin Joly“ Federzeichnung, Tusche und Aquarell von Watelet

Aber auch Theaterstücke wurden von ihm verfasst, wovon aber nur zwei aufgeführt wurden. Im Jahre 1760 schuf er ein Lehrgedicht, L'Art de peindre, was den Anlass gab, ihn in die Académie française zu wählen. Er übernahm den Sitz von Jean-Baptiste de Mirabaud am 29. November 1760. 1764 wurde er in die Florentiner Accademia della Crusca und als auswärtiges Mitglied in die Preußische Akademie der Wissenschaften aufgenommen.
In seinem Essai sur les Jardins (1774) verarbeitete Watelet auch die Ideen der Physiokraten und schuf eine bukolischen Vision Frankreichs, das in der Lage sei, durch eine einfache Agrarwirtschaft auf dem Boden einer idealisierten, familieneigenen Landwirtschaft zurückkehrend produzieren könne. Er erklärte auch eine deutliche Zuneigung zu der Philosophie von Jean-Jacques Rousseau und ganz in seiner Diktion dachte er, dass der Mensch im Garten die Fesseln verlöre, die ihn zum Sklaven seiner Geschäfte machen würden. Aber auch die Einflüsse von Thomas Whately und William Chambers sind nachweisbar. In seinem veröffentlichten Essai sur le jardins nannte er drei Merkmale, auf denen jede Gartenanlage beruhen sollte: das Malerische, das Poetische und das Romantische. Der Gärtner wird Wege schaffen, die sich hin- und herwinden, er wird Abstand zwischen den Garten und dem Betrachter belassen oder auch gezielt beide sie näher zueinander bringen, je nach der Absicht seines Entwurfes. Auch wird er dafür Sorge tragen, dass der Betrachter Ruhe und Entspannung dort findet, wo sein Werk sich von der schönsten, seiner malerischen Seite zeigt.
Die Essai sur les jardins zählen zu seinen Hauptwerken und beschreibt den Garten Moulin Joly. Diese Anlage an den Ufern der Seine in der Höhe von Colombes bis nach Argenteuil gelegen, erwarb Watelet im Jahre 1750 und baute die Gartenanlage nach seinen Vorstellungen zwischen 1754 und 1772 um. Er bestand aus drei Inseln, mit einem rustikalen Haus, einer Grotte, Unterständen für Tiere, einer chinesischen Brücke, einer niederländischen Brücke, einer schwimmenden Brücke sowie einer Wassermühle, einer Molkerei und einer Gartenanlage, die die natürliche Schönheit bewahren sollte. Solch ein Gartenkonzept sollte aber auch Ställe, Kornkammern, Molkereien und Bienenhäuser enthalten und die Wohltaten der Natur zur Entfaltung zu bringen, erfüllt von mühelosen Befriedigungen Dennoch war für Watelet hingegen bedeutete die Nachahmung der Natur immer auch sie der Kunst zu unterwerfen.
Er zählte zu den ersten „malerischen Gärten“ und war beeinflusst vom Chinoiserie aber auch von angelsächsischen Gartenbaustile. Seine Künstlerfreunde François Boucher und Hubert Robert zählten dort zu seinen regelmäßigen Gästen.
Ein paar Jahre später, im Februar 1746 trat Watelet in eine intime Beziehung zu der Marguerite Le Comte (1717–1800), einer jungen verheirateten Frau. Ihr Ehemann, mit dem sie seit 9. September 1735 verheiratet war, war der Staatsanwalt, procureur du Grand Châtelet Jacques Roger Lecomte (1702–1789).
In den Jahren 1763 bis 1786 folgte ein zweiter Aufenthalt in Italien zusammen mit seiner Geliebten, dort in Rom bewohnten sie die Villa Medici.

## Werke (Auswahl)
Über die Künste
- Encyclopédie. „Gravure“, Band 7, 1757.
- Contributions to Vies des premiers peintres du roi, depuis M. Le Brun jusqu’à présent. 1752.
- L’Art de peindre, poème, avec des réflexions sur les différentes parties de la peinture. 1760. (gallica.bnf.fr).
- Essai sur les jardins (1774). RRprinted (Gérard Monfort), 2004. (gallica.bnf.fr).
- Dictionnaire des beaux-arts (2 Bände, 1788–1791). Watelet Werk wurde von Pierre-Charles Lévesque u. a. komplettiert gallica.bnf.fr und gallica.bnf.fr. Faksimile Edition: L. F. Prault, Paris/Minkoff, Genève, 1972.
- Rymbranesques ou Essais de gravures (1783).

Theater

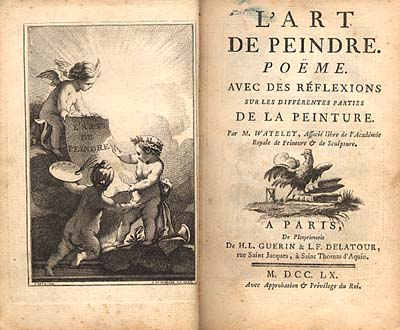
Frontblatt der L’Art de peindre, poème, avec des réflexions sur les différentes parties de la peinture (1760)

- La Maison de campagne à la mode, ou La comédie d'après nature, comédie en deux actes, en prose, composée en 1777. 1784 (gallica.bnf.fr).
- Recueil de quelques ouvrages de M. Watelet, de l'Académie françoise et de celle de peinture. 1784.
  - Silvie
  - Zénéïde, en 1 acte, en prose, composée en janvier 1743
  - Les Statuaires d'Athènes, comédie en 3 actes en prose, composée en 1766 **Les Veuves, ou la Matrône d’Éphèse, comédie en 3 actes, en vers
  - Milon, intermède pastoral en 1 acte en vers
  - Deucalion et Pyrrha, opéra à grand spectacle, en 4 actes en vers, composé en 1765, exécuté au concert des écoles gratuites de dessin, le 29 avril 1772, dans la salle du Wauxhall de la foire St-Germain. (gallica.bnf.fr).
  - Délie, drame lyrique en 1 acte en vers, composé en 1765
  - Phaon, drame lyrique en 2 actes en vers mêlé d'ariettes, représenté devant Leurs Majestés à Choisy en septembre 1778.